# 実相寺 (富士市)

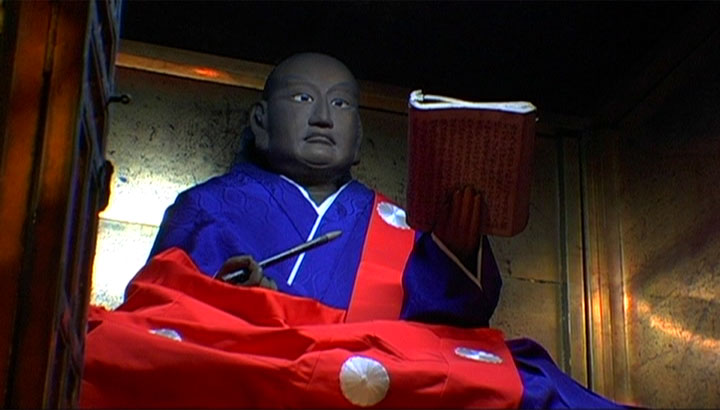
祖師堂安置の御影　日法作と伝わる

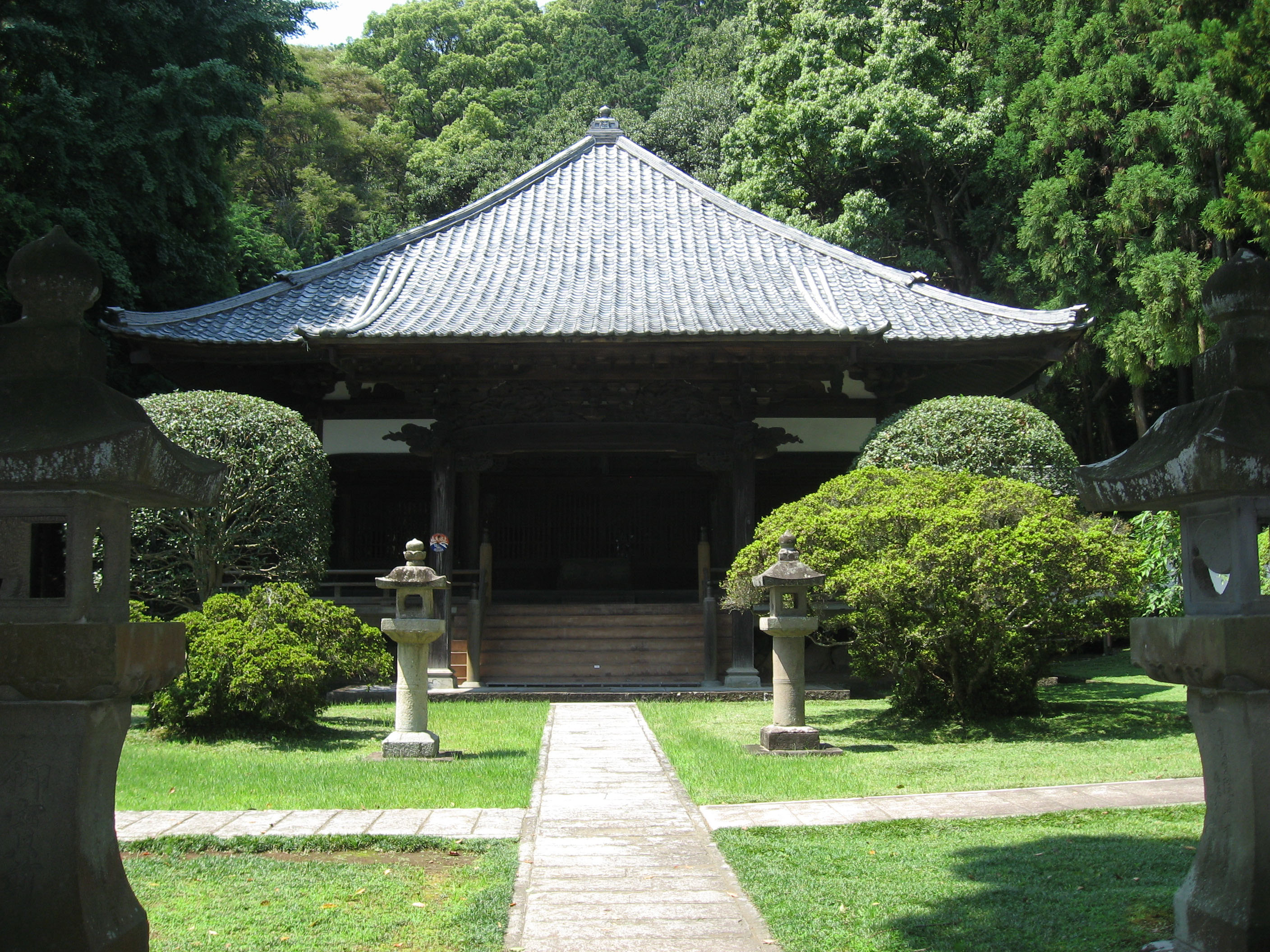
岩本実相寺　祖師堂

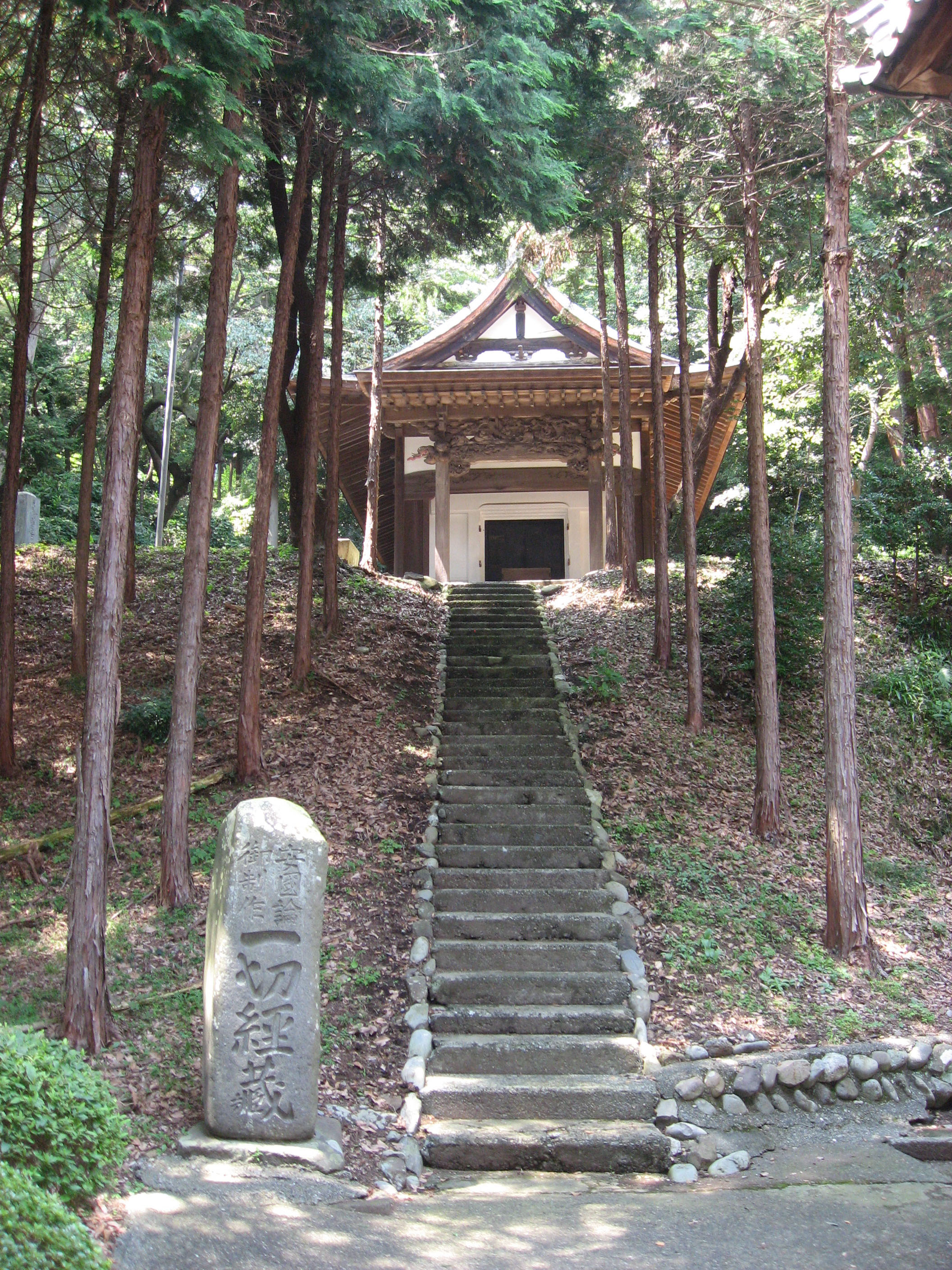
岩本実相寺　一切経蔵

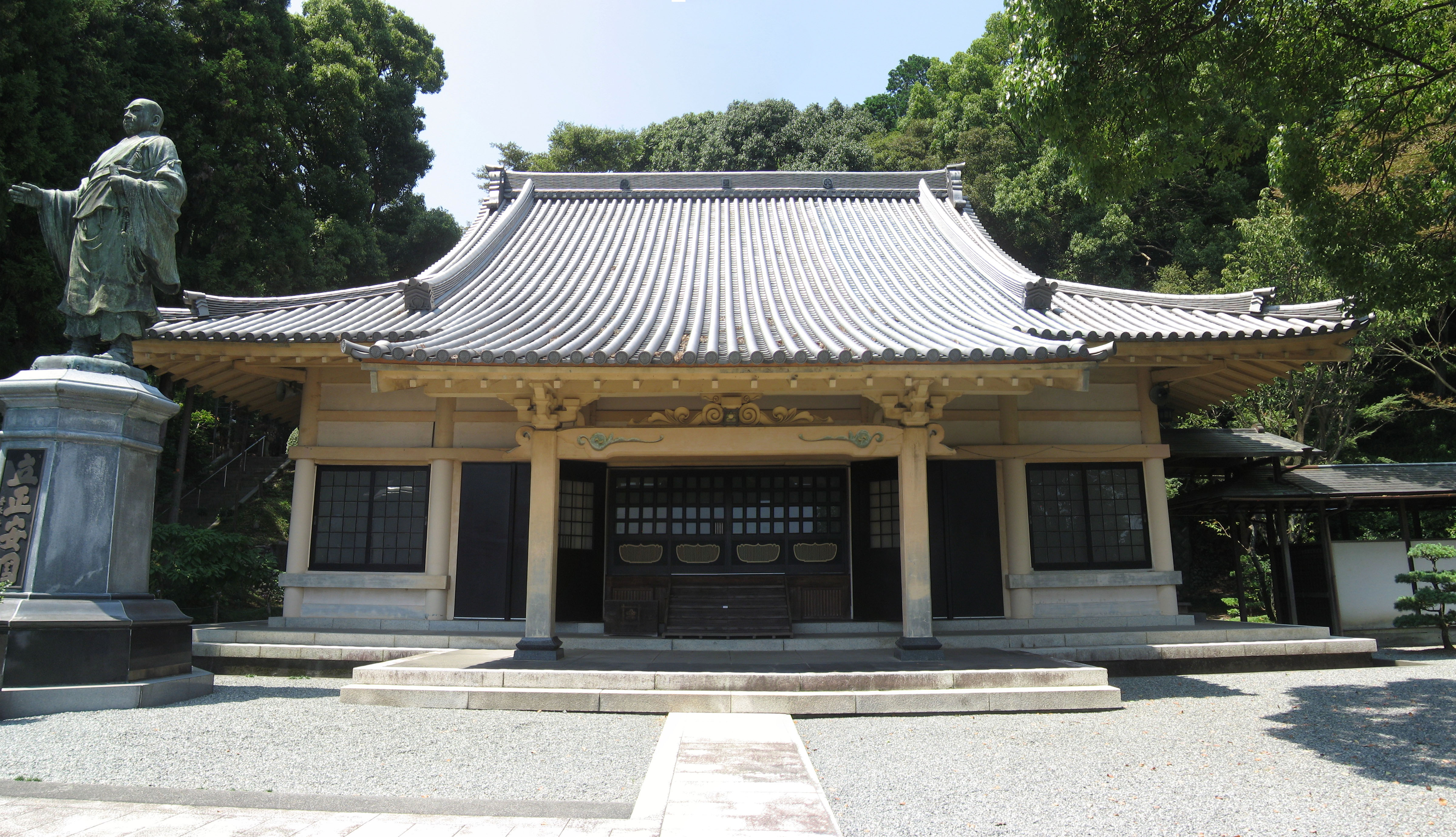
岩本実相寺　本堂

実相寺（じっそうじ、實相寺とも表記）は静岡県富士市岩本にある、日蓮宗の本山（霊蹟寺院）。山号は岩本山。

## 概要
天台宗の智印法印は三間四面の堂を建立し、如意輪観音を安置して実相寺と号し、鳥羽法皇の御願寺とした。円珍が唐より招来した一切経を格護する、天台宗の古刹であったという。村山修験の祖・末代は、時の住持・智印法印（阿弥陀上人）に師事した。日蓮が訪れ、経蔵に入り一切経を閲読し、立正安国論を著した。その後、多くの学徒が日蓮に師事し、弟子となった。
現住は72世小松日祐貫首（山梨県身延町武井坊より晋山）。達師法縁（繁珠会）。

## 歴史
- 1145年（久安元年）鳥羽法皇の勅命により、天台宗の智印法印は実相寺を建立する。
- 1258年（正嘉2年）日蓮が入寺する。
- 1276年（建治2年）学頭・智海法印により、日蓮宗に改宗し、智海法印は日源と改名する。
- 1568年（永禄11年）武田氏の侵攻により、焼失する。その後、再建する。

## 文化財
- 木造仁王像（富士市指定有形文化財）
- 一切経蔵（富士市指定有形文化財）
平成16年と平成19年に行なわれた、立正大学の調査によって宋版一切経と天海版一切経であることが明らかになった。宋版一切経は、6000巻中4巻の残存が確認された。天海版一切経は、6174巻1432経が588箱に収められていた[2]。円珍が唐より招来した一切経は、実相寺衆徒愁状によると「5000余軸の経巻、鎌倉に召し取られる」とあり、鎌倉へ持ち出されていた。もしくは、武田氏の侵攻により、焼失したようである。

## 旧末寺
日蓮宗は1941年（昭和16年）に本末を解体したため、現在では、旧本山・旧末寺と呼びならわしている。
- 岩本山常在院（山形県東置賜郡高畠町）
- 妙経山信行寺（台東区谷中）
- 持栄山本照寺（富士市厚原）
- 妙瑞山本光寺（富士市瓜島町）
- 真如山実円寺（富士市三ツ沢）
- 中道山円妙寺（富士市中丸）
- 中野山園林寺（富士市中野）
- 妙経山長慶寺（富士市水戸島）
- 田嶋山妙福寺（富士市津田町）
- 妙雲山栄立寺（富士市平垣本町）
- 照心山安立寺（富士市中島）
- 詮量山蓮心寺（富士市蓼原）
- 蓮清山玄龍寺（富士市中村町）
- 仏原山立光寺（富士市前田）
- 大法山真乗院（長崎市蚊焼町）

## その他
- 境内にある魔王堂では現在も第六天魔王が祀られている。

## 交通アクセス
- 公共交通
  - JR東海身延線「竪堀駅」より徒歩約20分
  - JR東海身延線・東海道本線「富士駅」より
    - 石川タクシー富士が運行する岩松北地区コミュニティバス（こうめ）で約15分⇒「実相寺前」下車
- 自動車等（最寄りICからのアクセス）
  - 東名高速道路「富士川SIC」より約15分
  - 東名高速道路「富士IC」より約20分